# Leoparden (1676)
Leoparden var ett svenskt örlogsfartyg som med salt i lasten var på väg till Pommern när hon pressades sönder av isarna på Mysingen och förliste strax utanför Älvsnabben i Stockholms södra skärgård den smällkalla vintern 1676. Leoparden var ett av skeppen som vid detta tillfälle deltog i Karl XI:s sjötåg som var på väg till det katastrofala slaget vid Ölands södra udde. Leoparden kom dock inte längre än till flottans egen uthamn där hennes resa slutade på Mysingens botten. 
När svenska flottan samlats i januari 1676 vid Dalarö för att via Mysingen ta sig ner till Älvsnabben låg isen så tjock så skeppen måste sågas loss. Kölden var så stark att det nästan var omöjligt för manskapet att hantera tåg och tackel när skeppen skulle dra loss och många av dem fick svåra frostskador. Ett oväder utbröt och isen började skruva när de befann sig utanför Älvsnabben och ett av de skepp som satt ohjälpligt fast var Leoparden. Hon krossades när isen började vrida sig runt hennes skrov och hon sprang läck. En matros följde med henne ner i djupet när hon sjönk. Vraket efter Leoparden har ännu inte lokaliserats.